# 生産要素
経済学において生産要素（せいさんようそ、英: factors of production）とは、財やサービスの生産に用いられる本源的な要素である。一般に、土地・労働・資本を生産の3要素という。

## 土地、労働、資本
経済学における資源は、土地、資本、労働の3つに分けられる。
- 土地：生産過程で使用される土地・土壌・鉱物といった財のこと。
- 労働：技術力・生産力を持つ労働者という財のこと。
- 資本：労働力を投入して形成された財のこと。

### 古典派経済学
政治経済学における生産と分配に関する最初の継続した議論であり、アダム・スミス（1776年）、デヴィッド・リカード（1817年）後には、カール・マルクスとジョン・スチュアート・ミルらが貢献している。
古典派経済学は、分配理論として労働価値説を発展させた。

### 新古典派経済学
- 新古典派経済学

## 生産要素市場
アルフレッド・マーシャルは4つの生産要素を紹介した。
ジョン・ベイツ・クラークは限界生産力説に基づく分配理論を展開した。
フランク・ナイトは完全競争の下では不確実性を排除することはできないと主張し、その不確実性に対処する経営者への報酬として、利潤を基礎付けた。
市場経済において要素市場を分けて考えると、契約者は利潤を形成するために技術進歩を考慮に入れた土地・労働・資本などの他の生産要素を合体させる。
- 資本は多義語であり、景気を浮揚する金融資本としての意味から、他の財を形成する投資財としての資本、また他財を生産するインフラストラクチャー的な側面もある。未来における経済成長を達成するために、投資財は重要である。
- 固定資本とは、将来にわたって経済の潜在生産力の増加のために計画された機械・工場プラント・設備資本・新技術・工場群・財資本のことを言う。
- 労働資本とは、近い将来に消費される、あるいは近い未来に製品にされる製品と半製品のことであり、生産過程（給与、請求書、税金、利率）から即時消費を求められている流動性資産もこのなかに含まれている。

## 市場経済と生産要素
カール・ポランニーは、『大転換』において、市場経済と生産要素の関係について論じた。市場経済は、本来は商品ではない労働（人間）、土地（自然）、貨幣を商品化し、人間の生活を破壊すると述べた（擬制商品論）。
レッセフェール的な自由貿易では、経済的な効率性は、生産要素の自由移動が可能になって初めて達成できる。しかし、ポランニーは、レッセフェール政策が適用されると、歴史的には生産要素の自由移動を妨げるように法律が動くと議論している。ポランニーはこの現象を、市場経済の自己調整システムに対する社会の自己防衛と位置づけた。